# Віхман Юрйо Йоосеппі
Ві́хман Юрйо́ Йоосе́ппі (Wichmann; 8 вересня 1868, місто Лімінка — 3 травня 1932, місто Гельсінкі) — фінський етнограф, фіно-угрознавець, магістр (1891), доктор філософії (1897), професор Гельсінського університету.
Віхман перший з фінських вчених захистив докторську дисертацію по удмуртській мові. Двічі побував з експедиціями в Удмуртії (1891, 1894). Матеріал, зібраний з 6 діалектів удмуртської мови, опублікував в збірках «Зразки удмуртської мови» (1893, 1901), в «Удмуртських хрестоматіях із словником» (1901).
В наукових дослідженнях велику увагу приділяв питанням історії фонетики, історії лексикології, етимології, історії морфології, словотворення та діалектології удмуртської мови. В монографії «До історії вокалізму першого слова в удмуртській мові з урахуванням вокалізму в комі мові» зробив спробу відновити праудмуртську систему голосних, пояснити історію всіх 7 голосних загальної мови, а також діалектних ÿ та ä. В праці «Чуваські запозичення в пермських мовах» виявив 161 чуваське запозичення в удмуртській мові. За матеріалами Віхмана фінські вчені Тойво Уотіла та М.Корхонен склали та опублікували «Словник удмуртської мови» в 1897 році.

### Твори
- Wotjakische Sprachproben I: Lieder, Gebete und Zaubersprüche. XX+200 S. Helsingfors, 1893;
- Rätsel, Märchen, Sagen und Erzählungen II: IV + 200 S. Helsingfors, 1901;
- Wotjakische Chrestomathie mit Glossar. Helsingfors, 1901;
- Die tschuwassischen Lehnwörter in den permischen Sprachen. Helsingfors, 1903;
- Zur Geschichte des Vokalismus der ersten Silbe im Wotjakischen mit Rücksicht auf das Syrjänische. Helsinki, 1915.